# Viking 2
| Sonda orbital y de aterrizaje           | |
|                                         | |
| Datos de la(s) sonda(s)                 | |
| Nombre                                  | Viking II |
| Organización                            | NASA - JPL |
| Coste                                   | $ |
| Cohete lanzador                         | Titan IIIE |
| Tipo de misión                          | Orbitador y aterrizador |
| Masa                                    | 3257 kg (el conjunto con combustible) |
| Lanzamiento                             | 9 de septiembre de 1975 |
| Entrada en la órbita de Marte           | 7 de agosto de 1976 |
| Amartizaje del Viking 2 Lander en Marte | 3 de septiembre de 1976 22:37:50 UTC MSD 36500 00:34 AMT 3 Mesha 195 Dariano 47°58′N 225°44′O / 47.97, -225.74 |
| Fin de la misión                        | 11 de abril de 1980 |
| Instrumentos científicos                | Viking Orbiter 2: 1. Sistema de imágenes y vídeo(Visual Imaging System), 2. Un radiómetro (Infra-Red Thermal Mapper), 3. Un espectrómetro infrarrojo (Mars Atmospheric Water Detector. Viking Lander 2: 1. Sistema de imágenes y vídeo(Visual Imaging System), |

La Viking II es una de las dos sondas espaciales de exploración de Marte pertenecientes al programa Viking de la NASA, compuesta de una sonda orbital llamada Viking Orbiter II y una sonda de amartizaje llamada Viking Lander II.

## Misión
El conjunto fue lanzado por un cohete Titan III-E/Centaur

### Orbitador
El orbitador, o Viking Orbiter 2, llevaba a bordo dos cámaras vidicon (VIS), un radiómetro (IRTM) y un espectrómetro infrarrojo (MAWD) (ver instrumentos científicos del Viking Orbiter). 
Calendario de la misión de la Viking Orbiter II:
| Fecha      | Órbita | Operaciones                                                                           |
| ---------- | ------ | ------------------------------------------------------------------------------------- |
| 20/8/1975  | -      | Lanzamiento del conjunto VO-VL                                                        |
| 19/6/1976  | 0      | Puesta en órbita elíptica sincrónica (1) Inicio de la Viking Primary Mission          |
| 20/7/1976  | 92     | Separación de la VL-1                                                                 |
| 5/11/1976  | 132    | Fin de la Viking Primary Mission                                                      |
| 14/12/1976 | 162    | Inicio de la Viking Extended Mission                                                  |
| 12/2/1977  | 235    | Sincronización de la órbita con el periodo de Fobos (2)                               |
| 24/3/1977  | 263    | Reducción del periastro a 297 km (3)                                                  |
| ?/3/1978   | 652    | Fin de la Viking Extended Mission Inicio de la Viking Continuation Mission            |
| ?/2/1979   | 987    | Fin de la Viking Continuation Mission Inicio de la Viking Completion Mission          |
| 20/7/1979  | 1120   | Aumento del periastro a 357 km (4)                                                    |
| 7/8/1980   | 1485   | Fin de la Viking Completion Mission Fin del funcionamiento controlado desde la Tierra |

### Aterrizador marciano

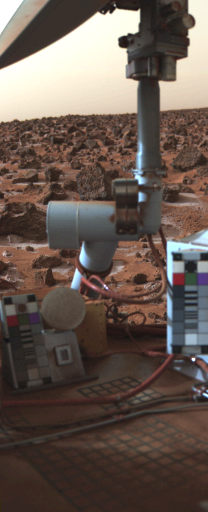
Una 'helada' en Marte, visible en la base de las rocas. En la foto además pueden verse en primer plano las cartas de colores para las cámaras.

Calendario de la misión de la Viking Lander II:
| Fecha      | Sol* | Operaciones |
| ---------- | ---- | --- |
| 20/8/1975  | -    | Lanzamiento del conjunto VO-VL |
| 20/7/1976  | 0    | Amartizaje en Marte Inicio análisis biológicos y moleculares del suelo y atmósfera Inicio análisis inorgánicos Inicio de imágenes (modo continuo) Inicio observaciones meteorológicas (modo continuo) |
| ?/5/1977   | 307  | Fin de análisis biológicos y moleculares del suelo y atmósfera |
| 20/11/1978 | 841  | Fin de análisis inorgánicos Inicio modo Survey (envío automático de datos semanalmente) |
| ?/2/1979   | 9??  | Envío de imágenes en modo automático semanal Observaciones meteorológicas en modo automático semanal                                                                                                  |
| 13/11/1982 | ???  | Fin de operaciones del VL-1 por un fallo humano durante una actualización del software[cita requerida]                                                                                                |